# Bednění (forma)
Bednění (německy: die Schalung, odtud slangové šalování, šalunk; anglicky: formwork) je dočasná nebo trvalá pomocná konstrukce vytvářející formu pro uložení a zhutnění čerstvého betonu při výrobě betonových a železobetonových konstrukcí a prvků, nebo pro uložení a zhutnění hlíny při budování zdí hliněných staveb. Forma se skládá z bednicího pláště, vnitřních a vnějších výztuh a její poloha je zabezpečována opěrným a podpěrným systémem.
Každá bednicí forma musí splňovat základní požadavky
- Provedení v tolerancích požadovaných projektantem stavby. Forma musí udržet předepsaný tvar pod tlakem čerstvého betonu
- Nesmí být poškozena vlivem povětrnosti před betonáží, vlhkostí čerstvého betonu, vodou při ošetřování betonu ani jeho vysycháním.
- Plášť bednění musí být dostatečně těsný, aby se jemné části čerstvého betonu při jeho zpracovávání nevyplavovaly mimo formu.
- Povrch hotového betonového prvku musí mít požadovanou (stejnou) strukturu.
- Bednění musí zaručovat bezpečnost pracovníků, kteří se na vytváření železobetonové konstrukce postupně podílejí.

Každé bednění je nutné posoudit vzhledem k celkovým nákladům na zhotovovanou železobetonovou konstrukci a k času potřebnému k jejímu vybudování. Podle těchto požadavků se volí materiál na zhotovení bednění.
Možnost opakovaného použití materiálů, ze kterých se skládá forma, zásadně rozděluje bednění na tři skupiny

## Ztracené (zabudované) bednění

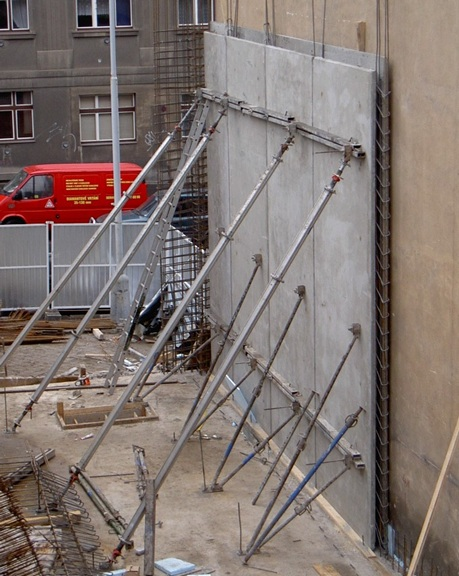
Ztracené bednění z tenkých železobetonových panelů

### Ztracené bednění
Nepočítá se s jeho demontáží. Například na místech, kam se po zabetonování už nedostaneme.
Vytváří tvar konstrukce, je natrvalo její součástí. Může být nenosné nebo spolupůsobící s konstrukcí.

### Samonosné bednění
Jedná se o pletivo s malými oky, (tzv. B systém), připevněné na výztuž, která přenese zatížení od čerstvého betonu a od zařízení potřebného k provedení betonáže.

## Odstraňované jednorázové bednění
Forma se po ztvrdnutí betonu odbedňuje. Při odbedňování je nevratně poškozena a nelze ji znovu použít. Typickým představitelem je papírové bednění sloupů kruhového půdorysu. Jednorázové odstraňované bednění se proto vyrábí z laciných materiálů (recyklovaný papír, recyklované plasty, laciná překližka).

## Opakovaně užité bednění

### Tradiční bednění

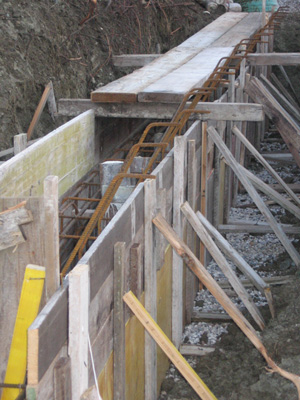
Jednoduché tesařské bednění základového pasu

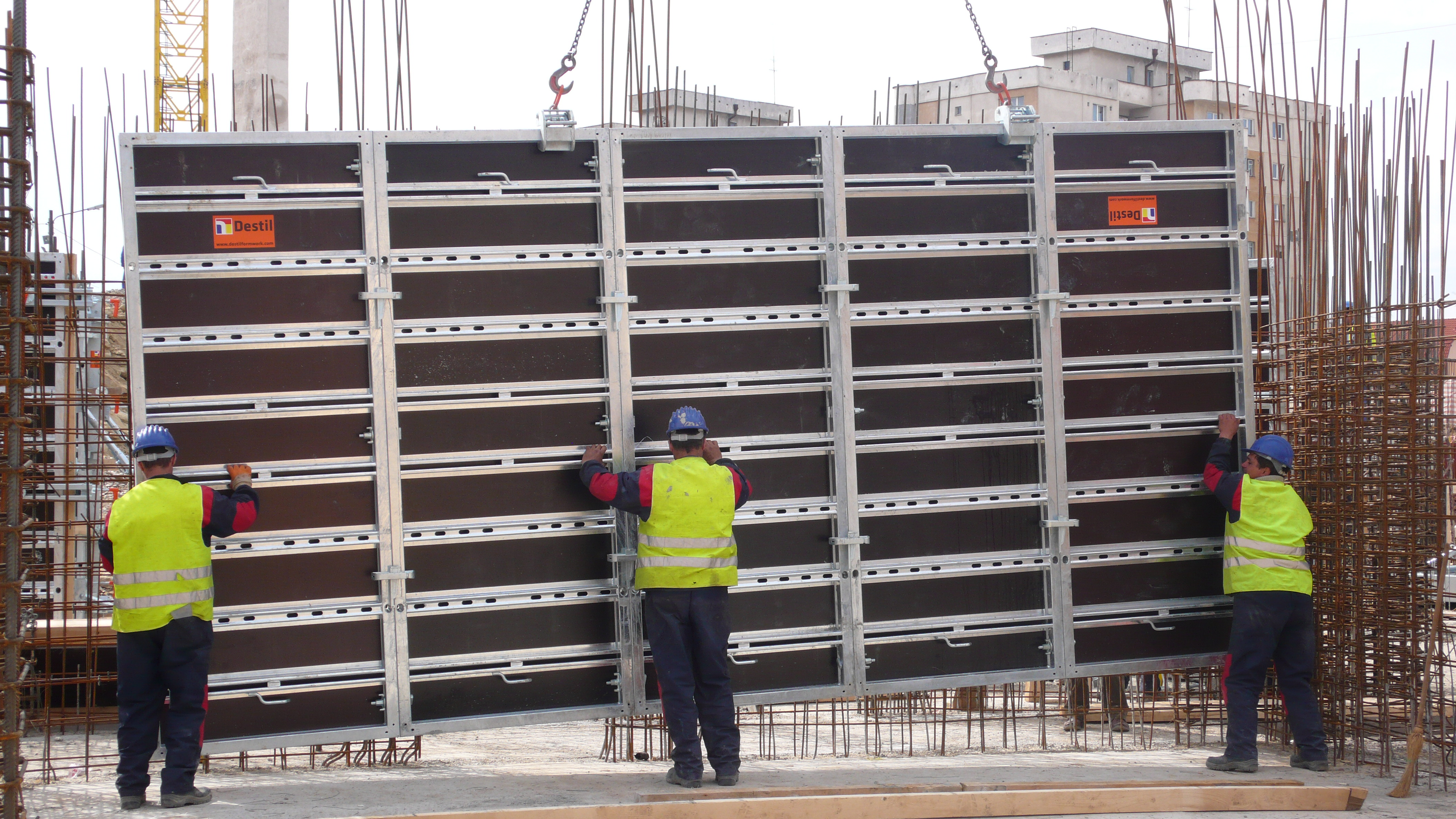
Bednění stěny sestavené ze systémového rámového bednění

Při klasickém provedení tesařem je bednění zhotoveno z prken, překližky a dřevěných hranolů. Tento způsob je pracný, ale maximálně variabilní, tvarové možnosti jsou téměř neomezené. Nejčastěji se jedná o individuální použití. Do hotového bednění uloží železář ocelovou výztuž (armaturu) a betonář vyplní bednění betonem. Po zatvrdnutí betonu se bednění odstraní (prvek se odbední).
Používají se coulová prkna tloušťky 25 mm, vodovzdorné překližky a dřevěné hranoly 100×100 mm, případně 120×120 mm. Tento materiál je postupně rozřezán, použitý je navíc také znečistěn ztvrdlým betonem a před dalším užitím se musí pracně očišťovat, případně jej nelze dále použít. Je tak postupně spotřebován a proto patří mezi spotřební materiál na staveništi.

### Systémové bednění
Současný typ bednění nahrazuje tradiční. Dodávají je různé firmy např. DOKA, PERI, ULMA, NOE, MEVA. Každý výrobce používá poněkud odlišné prvky systému a materiály. Nejčastěji se jedná o ocel, překližku, přesné dřevěné výrobky a pomalu se začínají prosazovat také plastové materiály.
Výhody systémového bednění
Rychlá a snadná montáž a demontáž – obsahuje velké díly a má spojovací systém

Mnohonásobné opakované použití
Nevýhody systémového bednění
Nutný montážní plán bednění

Poměrně vysoká pořizovací cena

### Speciální bednění
Posuvné bednění
Bednění se posouvá za využití hydrauliky po svislých tyčích. Obsahuje plošinu pro betonáře a železáře. Využívá se u vertikálních konstrukcí s uzavřeným průřezem.
Nafukovací bednění
Vyrábí se z pryže nebo PVC, vyztužené syntetickou tkaninou.

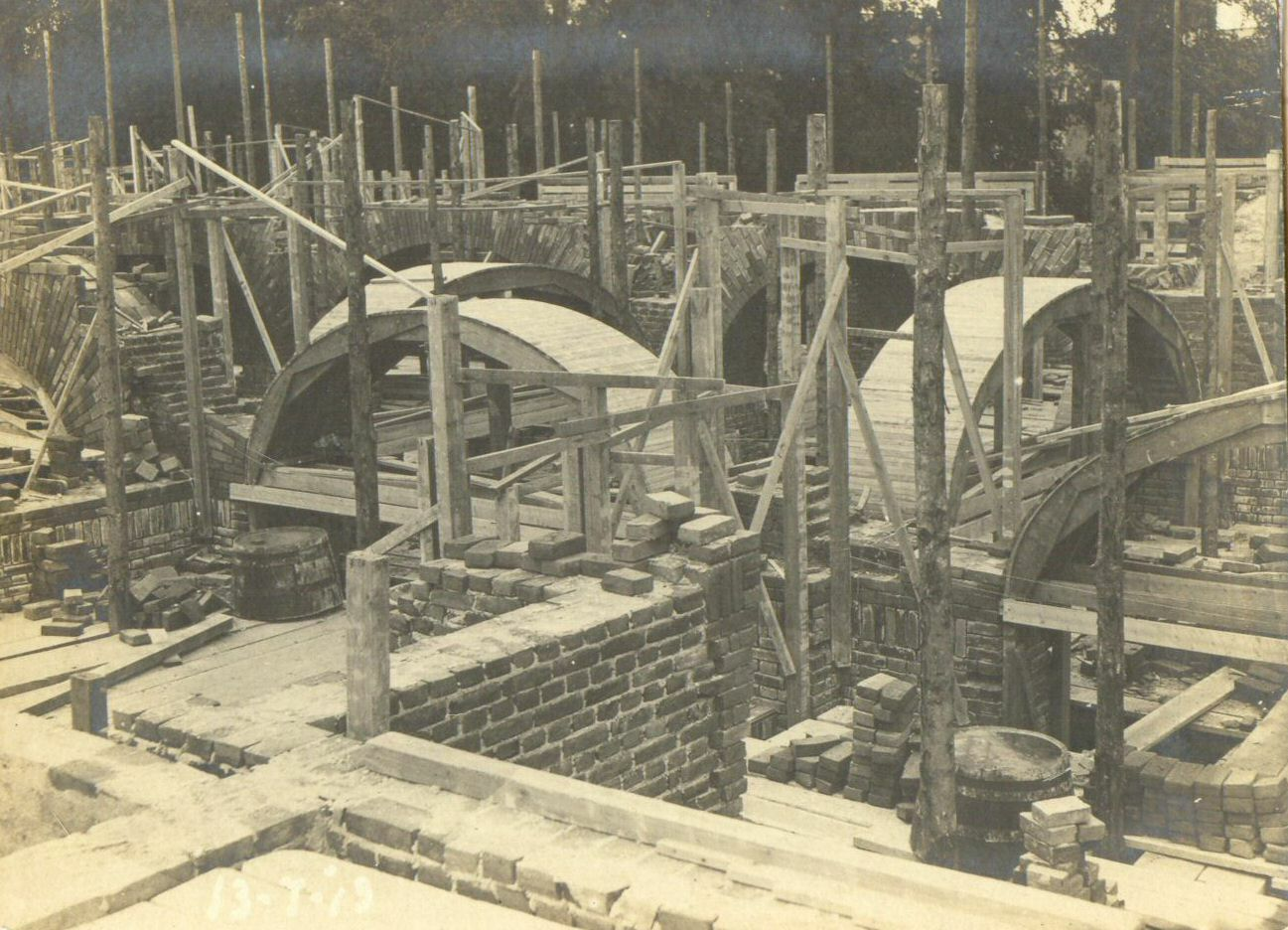
Bednění připravené pro vyzdívání kleneb (Utrecht, Nizozemí 1919)

Bednění pro tunelové profily

## Skruže a ramenáty
Pro klenutí se zhotovují dřevěné oblouky potřebných poloměrů, kterým se říká ramenáty. Široké jsou podle tloušťky zdi. Tesař -profesionál- vždy na zhotovený ramenát napíše jeho poloměr. Bude ho potřebovat zedník, aby si v tom výchozím středovém bodě upevnil šňůru, napnul ji a podle ní kladl cihly klenby do správného sklonu do středu. Výškové ustavení ramenátu se dělá tak, že se podkládá dřevěnými klíny. Ty je možno pak vyklepnout a ramenát poklesne – tím se pak snadno vyjme. Ramenáty se používají při stavbě klenutých vinných sklepů, při výstavbě kleneb v průchozích koridorech. Mají různý tvar, buď jednoduchou šablonu pro šalování typických kleneb, nebo složitější konstrukce ramenátů pro stavbu křížových kleneb.

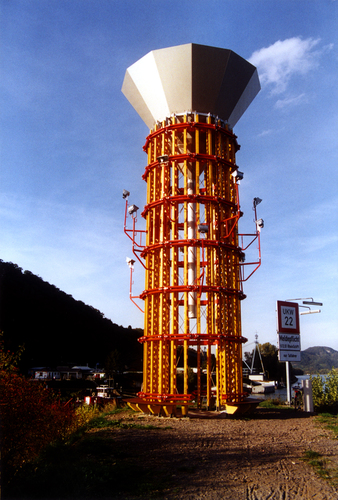
Dešťoměr (Regenfänger)
Modulární struktura / Eberhard Bosslet
2001 Remagen SRN

## Bednění v současném umění
Profesor Vysoké školy výtvarného umění v Drážďanech (německy: Hochschule für Bildende Künste Dresden) Eberhard Bosslet používá od roku 1985 pro své skulptury a instalace prvky systémového bednění. Na svých výstavách v Německu i v zahraničí z nich vytvořil řadu objektů nazvaných "Podpůrná opatření" (německy: Unterstützende Maßnahmen), které nově uspořádávají výstavní prostor a vyvolávají pocity destabilizace konstrukcí budovy.
Také jeho "modulární struktury" jsou volně stojící objekty vybudované pomocí prvků systémového bednění.

## Rozlišení použitého bednění dle charakteru staveb

### Svislé bednění
Vhodné zejména pro bednění stěn. Dle potřeb a tvaru stavby se může dále dělit na stěnové rámové, stěnové prvkové a stěnové kruhové.

### Pilířové a sloupové bednění
Vhodné pro realizaci stěn a sloupů všech tvarů.

### Vodorovné bednění
Vytvořené pro realizaci stropních desek a jiných vodorovných stavebních prvků.